# Epilobium detznerianum
Epilobium detznerianum là một loài thực vật có hoa trong họ Anh thảo chiều. Loài này được Schltr. ex Diels mô tả khoa học đầu tiên năm 1929.